# Miles Merlin
Die Miles M.4A Merlin war ein fünfsitziger Tiefdecker des britischen Herstellers Miles Aircraft.

## Entwicklung und Konstruktion
Die M.4 Merlin wurde von Frederick George Miles bei Phillips and Powis in Zusammenarbeit mit Birkett Air Service und dem indischen Unternehmen Tata Airlines entwickelt. Gefordert wurde ein fünfsitziges Flugzeug mit einer Reisegeschwindigkeit von 224 km/h. Miles hielt es für möglich, die Vorgaben mit einem 200 PS leistenden de Havilland Gipsy Six und der Verwendung eines Verstellpropellers zu erreichen.
Die Merlin basierte auf den drei- und viersitzigen Versionen der M.3 Falcon, verfügte aber über einen breiteren Rumpf und eine entsprechend größere Spannweite. Die Kabinenabmessungen betrugen 2,01 m × 1,25 m (Länge × Breite). Das Flugzeug war ein Tiefdecker mit starrem, verkleidetem Spornradfahrwerk. Es bestand hauptsächlich aus Holz. Das Flugwerk war aus Fichtenholzspanten gefertigt, die mit dreilagigem Birkensperrholz verkleidet waren. Die Tragflächen verfügten über  hydraulisch angetriebene Spreizklappen, die 10 % der Tragflächentiefe einnahmen und so eine Landegeschwindigkeit von unter 80 km/h ermöglichten. Als Triebwerk kam ein de Havilland Gipsy Six mit einer Nennleistung von 200 PS (147 kW) zum Einsatz. Die ursprüngliche Bezeichnung des Flugzeugs lautete M.4 Merlin, aber alle vier gebauten Exemplare wurden als M.4A Merlin mit einem Festpropeller statt des geplanten Verstellpropellers fertiggestellt.

## Nutzung
Am 11. Mai 1935 absolvierte der Prototyp mit dem vorläufigen Kennzeichen U-8 (später G-ADFE) mit Frederick Miles am Steuer seinen Jungfernflug vom Flugplatz Woodley. Wenige Wochen später wurde die erste Merlin an Birkett Air Service übergeben. Dort wurde sie als Lufttaxi und für den Charterverkehr auf dem Heston Aerodrome stationiert. Zwei Maschinen wurden an die Fluggesellschaft Tata Airlines von Tata Sons für deren Route von Karachi nach Madras ausgeliefert. Die vierte Merlin wurde von E. Chaseling von der Victorian and Interstate Airways in Australien für die Route Melbourne-Hay gekauft. Im Jahr 1940 wurde diese Maschine von der Royal Australian Air Force für den militärischen Dienst requiriert.

## Betreiber

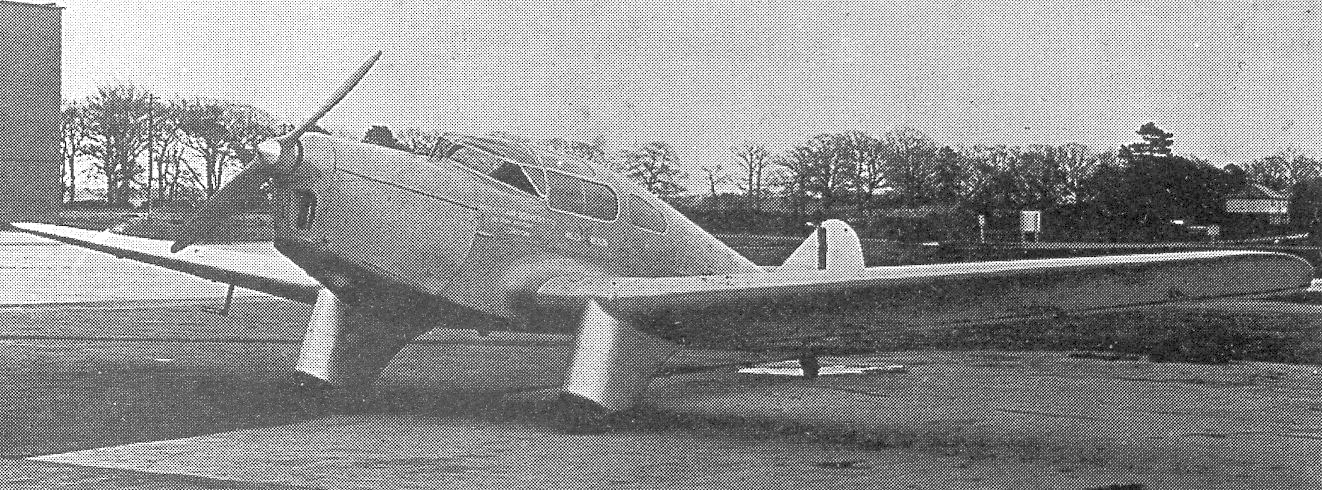

Australien
- Victoria and Interstate Airways
- Royal Australian Air Force

 Indien
- Tata Airlines

 Vereinigtes Königreich
- Birkett Air Services

## Technische Daten

Dreiseitenansicht

| Kenngröße             | Daten                                          |
| --------------------- | ---------------------------------------------- |
| Besatzung             | 1                                              |
| Passagiere            | 4                                              |
| Länge                 | 25,83 ft (7,87 m)                              |
| Spannweite            | 37 ft (11,28 m)                                |
| Höhe                  | 9,58 ft (2,92 m)                               |
| Flügelfläche          | 196 ft² (18,21 m²)                             |
| Flügelstreckung       | 7,0                                            |
| Leermasse             | 1.700 lb (771 kg)                              |
| max. Startmasse       | 3.000 lb (1.361 kg)                            |
| Reisegeschwindigkeit  | 145 mph (233 km/h)                             |
| Höchstgeschwindigkeit | 155 mph (249 km/h)                             |
| Dienstgipfelhöhe      | 18.000 ft (5.486 m)                            |
| Reichweite            | 700 mi (1.127 km)                              |
| Triebwerke            | 1 × de Havilland Gipsy Six mit 200 PS (147 kW) |